# Зігрун Зігль
Зігрун Зігль (нім. Siegrun Siegl; до шлюбу Тон (нім. Thon), нар. 29 жовтня 1954, Апольда, Тюрингія, НДР) — німецька легкоатлетка, яка спеціалізувалась на п'ятиборстві та стрибках у довжину. Олімпійська чемпіонка Монреалю 1976.

## Кар'єра
На міжнародних змаганнях вперше наблизилась до п'єдесталу 1974 року на Чемпіонаті Європи з легкої атлетики, зайнявши четверте місце у змаганнях з п'ятиборства. 19 травня 1976 року з результатом 6,99 м встановила світовий рекорд зі стрибків у довжину.
На Олімпійських іграх 1976 року зайняла четверте місце у стрибках у довжину, проте завоювала золоту медаль з п'ятиборства.
Після Олімпіади зосередилась лише на стрибках. 1979 року виграла Чемпіонат Європи в цій дисципліні, а на наступних Олімпійських іграх була п'ятою.
Протягом всієї кар'єри виступала за спортивний клуб «Турбіне Ерфурт».